# Tarazed
Tarazed (auch Tarazad, Tarazet, Reda) ist die Bezeichnung für den Stern Gamma Aquilae (γ Aquilae, kurz γ Aql) im Sternbild Adler. Der Name ist persisch und bedeutet „Waagebalken“. Tarazed hat eine scheinbare Helligkeit von +2,72 mag und ist ca. 400 Lichtjahre von der Sonne entfernt. Er ist ein heller oranger Riese der Spektralklasse K3 und befindet sich in jenem Stadium der Sternentwicklung, in dem er in seinem Kern Helium zu Kohlenstoff verbrennt. Sein Radius errechnet sich aus seiner (wiederum aus scheinbarer Helligkeit und Entfernung bestimmten) Leuchtkraft von etwa 3000 Sonnenleuchtkräften zu enormen 110 Sonnenradien oder 0,5 AE. Damit ist er groß genug, dass sein Winkeldurchmesser auch direkt zu 0,0075 Bogensekunden gemessen werden kann, woraus sich zusammen mit seiner Entfernung ein ähnlicher Wert für seinen physikalischen Durchmesser wie der oben angegebene errechnet. Tarazed ist auch eine Röntgenquelle.
In der Fernsehserie Andromeda ist Tarazed der vierte Planet eines gelben Zwergs in einer der drei Galaxien (Milchstraße, Andromeda und Triangulum) und ein abgelegener und schwer zu erreichender Ort.